# Aizkorri
Aizkorri är en bergstopp i Spanien.   Den ligger i provinsen Araba / Álava och regionen Baskien, i den norra delen av landet, 300 km norr om huvudstaden Madrid. Toppen på Aizkorri är 1 551 meter över havet.
Terrängen runt Aizkorri är huvudsakligen kuperad, men åt nordväst är den bergig. Aizkorri är den högsta punkten i trakten. Runt Aizkorri är det ganska tätbefolkat, med 67 invånare per kvadratkilometer. Närmaste större samhälle är Oñati, 10,4 km nordväst om Aizkorri. I omgivningarna runt Aizkorri växer i huvudsak blandskog.